# Lijst van Stolpersteine in Etten-Leur
De lijst van Stolpersteine in Etten-Leur geeft een overzicht van de gedenkstenen die in de gemeente Etten-Leur in de Nederlandse provincie Noord-Brabant zijn geplaatst in het kader van het Stolpersteine-project van de Duitse beeldhouwer-kunstenaar Gunter Demnig.
Stolpersteine zijn opgedragen aan slachtoffers van het nationaalsocialisme, al diegenen die zijn vervolgd, gedeporteerd, vermoord, gedwongen te emigreren of tot zelfmoord gedreven door het nazi-regime. Demnig legt voor elk slachtoffer een aparte steen, meestal voor de laatste zelfgekozen woning.
Omdat het Stolpersteine-project doorloopt, kan deze lijst onvolledig zijn.

## Stolpersteine
In Etten-Leur liggen twee Stolpersteine op twee adressen.

### Etten-Leur
| Afbeelding | Inscriptie                                                                                     | Adres                           | Herdachte persoon          |
| ---------- | ---------------------------------------------------------------------------------------------- | ------------------------------- | -------------------------- |
|            | HIER WOONDE ROSA ANDRIESSE GEB. 1877 GEVLUCHT IN DE DOOD 20.1.1943                             | Van Bergenplein Kaart (OSM)     | Rosa Andriesse (1877-1943) |
|            | HIER WOONDE SAMUEL LEVIE GEB. 1877 GEDEPORTEERD 1943 UIT WESTERBORK VERMOORD 14.5.1943 SOBIBOR | Roosendaalseweg 44a Kaart (OSM) | Samuel Levie (1877-1943)   |

## Data van plaatsingen
- 6 november 2020: twee Stolpersteine op Roosendaalseweg 44a, Van Bergenplein